# Реле-регулятор

Структурна схема включення реле-регулятора

Реле-регулятор — електронний чи електронно-механічний пристрій, що здатний підтримувати напругу, яка видається генератором транспортного засобу, у заданих межах для нормального функціонування споживачів цієї напруги.

## Принцип роботи
Регулятор напруги підтримує напругу бортової мережі в заданих межах у всіх режимах роботи при зміні частоти обертання ротора генератора, електричного навантаження, температури навколишнього середовища чи температури моторного відділення (де встановлені окремі споживачі).
Крім того, він може виконувати додаткові функції — захищати елементи генераторної установки від аварійних режимів і перевантаження, автоматично включати в бортову мережу ланцюг обмотки збудження або систему аварійної сигналізації роботи генераторної установки.
Всі регулятори напруги працюють за єдиним принципом.
Напруга генератора визначається трьома факторами
- частотою обертання ротора,
- силою струму, яку генератор здатний віддати у навантаження,
- величиною магнітного потоку, що створюється струмом обмотки збудження.

Чим вище частота обертання ротора і менше навантаження на генератор, тим вище напруга генератора. Збільшення сили струму в обмотці збудження збільшує магнітний потік і тим самим напругу генератора, зниження струму збудження (відповідно) зменшує напругу.
Всі регулятори напруги стабілізують напругу зміною струму збудження. Якщо напруга зростає або зменшується, регулятор відповідно зменшує чи збільшує струм збудження і вводить напругу бортової мережі в потрібні межі.
Скажімо, бортова мережа має робочу напругу 12 В. Зрозуміло, щоб відбувалося заряджання акумуляторної батареї, слід подати на її клеми напругу, яка б дозволила пересилити електро-рушійну силу в самій батареї, і при цьому дозволила працювати решті споживачам мережі (засоби освітлення, сигналізації, зв'язку, подачі звукового сигналу, реле комутації ланцюгів, склоочисники, склоомивачі, тощо).
Проте, зрозуміло, що занадто сильно збільшувати значення напруги на клеми АКБ теж не доцільно, оскільки в такому разі АКБ «закипає», що призведе до википання електроліту і, як наслідок, значного зниження ресурсу АКБ.
Для мережі 12 В більшість реле-регуляторів визначають діапазон регулювання напруги в межах 13,8 +/-0,5В, тобто від 13,3 до 14,2 В.
В автомобільній техніці, бронетехніці, танках, що розроблялася до 1970х років, застосовувалися вібраційні реле-регулятори. Із розвитком напівпровідникової і цифрової техніки поширення отримали менш громіздкі контактно-транзисторні та безконтактні реле-регулятори.
Роль випростувача напруги в транспортному засобі відіграє діодний міст із 6 діодів, що його за зовнішній вигляд автомобілісти часто називають «підковою». Випростана (постійна) напруга з випростувача потрапляє на елемент порівняння. На інший вхід елемента порівняння потрапляє певна еталонна напруга. Де еталонна напруга порівнюється з виміряною напругою з виходу регулятора. В залежності від різниці еталонної і виміряної напруги формується струм керування регулятором, за яким регулятор підвищує чи знижує напругу на виході.

### Опис роботи вібраційного реле— регулятора
Перші реле — регулятори почали застосовуватися задовго до масового використання напівпровідникової техніки. Збиралися вони на трьох реле і називалися вібраційними.
Генератор є електричною машиною змінного струму, себто, є можливість міняти струм обмотки збудження, що дає змогу керувати вихідною напругою. На цьому і базується принцип роботи регулятора напруги.
Вібраційний реле-регулятор складається з трьох електромагнітних реле
1. Регулятор напруги (на електричних схемах скорочено позначається РН) зменшує магнітний потік в обмотці збудження (на статорі); обмотка реле включена послідовно з обмоткою збудження. При підвищенні напруги на генераторі вище розрахункового межі (наприклад більше 14,5 вольт) електромагнітне реле спрацьовує і послідовно обмотці збудження включається додатковий опір, що обмежує струм збудження, зменшується магнітний потік, і, отже, напруга на генераторі зменшиться. При зменшенні напруги нижче розрахункового електромагнітне реле шунтує додатковий опір, струм в обмотці збудження зростає, зростає магнітний потік і напруга на генераторі підвищується. Оскільки процес протікає з великою частотою, напруга в бортовій мережі автомобіля залишається майже постійною. Від цих високочастотних коливань різниці напруги («вібрацій»)реле-регулятор такого типу і отримав свою назву.
2. Обмежувач струму — електромагнітне реле, що не дозволяє струму генератора перевищувати розрахункову величину в момент, коли з цим не може впоратися регулятор напруги. Обмотка обмежувача струму включена послідовно між генератором і споживачами. При досягненні струмом певної розрахункової верхньої межі, а значить і межі, що визначена для даного обмежувача струму, в його обмотці — реле спрацьовує, і в ланцюг обмотки збудження генератора включається додатковий опір, зменшується струм збудження, зменшується напруга на генераторі, а отже, зменшується струм, що віддається генератором. При відключенні споживачів обмежувач струму підтримує постійну величину зарядного струму акумуляторної батареї. При включенні споживачів електроенергії зарядний струм буде зменшуватися в залежності від опору навантаження. При цьому, якщо струм зовнішнього ланцюга перевищує максимально допустимий обмежувачем струму, то, крім струму генератора, в зовнішній ланцюг піде струм з акумуляторної батареї, тобто батарея буде розряджатися.
Обмежувач струму і регулятор напруги працюють не одночасно. Поки струм, що віддається генератором не досягне допустимої максимальної величини, працює тільки регулятор напруги. Коли струм генератора досягне граничної величини, обмежувач струму включає додатковий опір, а регулятор напруги перестає працювати.
3. Реле зворотного струму (скорочено РЗС). При тривалому проходженні струму батареї через генератор можуть перегріватися обмотки, крім того, марно розряджається акумулятор. Призначення реле зворотного струму — автоматично відключати генератор від зовнішнього ланцюга, коли його напруга стане менше напруги батареї і включати генератор, як тільки напруга генератора перевищить розрахункову величину.
4. Якщо на панелі приладів встановлена контрольна лампа роботи генератора (засвічується при низькій напрузі генератора, коли витрачається енергія акумулятора) — встановлюється четверте реле (зазвичай виконується в окремому корпусі) — реле включення контрольної лампи.

## Переваги і недоліки
- Вібраційні реле — регулятори більш громіздкі.
- При роботі вібраційних реле-регуляторів спостерігається таке явище як підгоряння контактів, що, в залежності від умов експлуатації, потребує періодичного чищення контактних груп, а через певний час їх заміни.
- Реле-регулятори, що зібрані на напівпровідниковій елементній базі, менші за габаритами. Як правило, вони виконуються неремонтопридатні (заміняється в цілому так звана «таблетка» чи «шоколадка» на слензі автоаматорів); такі реле-регулятори не потребують обслуговування (за виключенням заміни контактних щіток, якщо вони йдуть в одному корпусі із контактною групою генератора). Проте, їм притаманний такий недолік, як перегоряння напівпровідникових елементів в разі раптового короткочасного підвищення бортової напруги (в разі, наприклад, удару блискавки, проведення зварювальних робіт без відключення генератора, несправності споживача, тощо). «Пробій» транзистора в схемі реле-регулятора може викликати улюблений спосіб перевірки деякими фахівцями АКБ шляхом замикання клеми «+» на корпус чи бобіни запалення.